# Nancy Bulkeley
Nancy Bulkeley (* 1913; † 1988) war eine US-amerikanische Fotografin und Mitglied der New York Photo League. Die Photo League war eine Organisation von Fotografen in New York City, die sich der Dokumentation des Lebens in den Arbeitervierteln widmete. Sie wurde 1936 gegründet und bot ihren Mitgliedern Schulungen, Ausstellungsräume und eine Plattform für den Austausch über soziale und kreative Themen. Die Photo League spielte eine wichtige Rolle bei der Entwicklung der sozialdokumentarischen Fotografie in den USA.
Obwohl nur wenige biografische Details über Nancy Bulkeley bekannt sind, weiß man, dass sie in den 1940er Jahren aktiv war und zur dokumentarischen Fotografie ihrer Zeit beitrug. Ein bekanntes Werk von Bulkeley ist die 1946 entstandene Fotografie Madison Avenue, die das urbane Leben in New York City einfängt. Dieses Bild wurde in der Ausstellung The Radical Camera: New York’s Photo League, 1936–1951 gezeigt, die am 4. November 2011 im Jewish Museum in New York eröffnet wurde.
Die Photo League war bekannt für ihre sozial engagierte Fotografie und dokumentierte häufig das Leben in Arbeitergemeinden und städtischen Vierteln. Bulkeley trug mit ihren Arbeiten zur Mission der Liga bei, den Alltag und die sozialen Verhältnisse in New York festzuhalten. Nancy Bulkeleys Arbeiten sind Beispiele für die sozialdokumentarische Fotografie der 1940er Jahre.